# Berryteuthis anonychus
Berryteuthis anonychus ist eine Art der Kalmare aus der Familie Gonatidae. Er lebt im Nordpazifik und kommt in den subarktischen Gewässern vor der nordamerikanischen Küste vor. Mit einer Gesamtlänge von bis zu einem Meter, von denen etwas mehr als die Hälfte auf die Arme entfällt, und einem Gewicht von mehr als zwei Kilogramm handelt es sich um vergleichsweise große Kalmare.

## Merkmale
Berryteuthis anonychus erreicht eine Mantellänge von maximal etwa 15 Zentimetern. Hinzu kommen die Arme und Tentakel, deren Länge variabel sind. Der Mantel ist muskulös, schmal und langgezogen mit einer deutlichen Vertiefung am ventralen Rand zwischen den Schließknorpeln. Die Flossen sind klein, oval geformt und laufen am Mantelende in einen gallertigen Schwanz aus. Sie erreichen eine Länge von 22 bis 27 % der Mantellänge und eine Breite von 49 bis 55 % der Mantellänge. Die verbreiterten Enden der Tentakel sind lang und schmal ausgebildet und können bis zu 50 % von deren Länge erreichen. Sie besitzen keine Haken, jedoch eine große Anzahl kleiner, gestielter Saugnäpfe, die in 12 bis 15 Reihen angelegt sind und jeweils drei bis vier Zähnchen am Rand tragen. Die Arme der Weibchen haben vier Reihen Saugnäpfe und sehr wenige, meist drei bis sechs, Haken im Bereich der mittleren beiden Saugnapfreihen im unteren Drittel der Arme I bis III. Die Männchen besitzen keine Haken; ein Paarungsarm (Hektocotylus) ist bei ihnen auch nicht ausgebildet.
Auf der Radula sind längs sieben Zahnreihen angeordnet.

## Verbreitung
Berryteuthis anonychus ist in den subarktischen Meeresgebieten im Nordpazifik vor den amerikanischen und kanadischen Küsten verbreitet, wo er etwa in einem Gebiet zwischen 40° und 60° nördlicher Breite sowie 120° westlicher und 160° östlicher Länge vorkommt. Das Verbreitungsgebiet reicht von Oregon (und teilweise weiter südlich) über Kanada und Alaska bis zu den Aleuten. Das genaue Verbreitungsmuster ist nicht bekannt; am häufigsten kommen die Tiere im Golf von Alaska und im offenen subarktischen Bereich südlich und südwestlich des Golfs vor. Südlich von Oregon und in der südlichen Baja California sind sie nur selten.

## Lebensweise
Berryteuthis anonychus ist eine Hochseeart, die sowohl schwimmend wie auch bodenlebend am Kontinentalschelf bis in die Tiefsee in Tiefen von bis zu 1500 Metern vorkommt. Vor allem nachts sind die Tiere auch in den höheren Wasserschichten bis zur Wasseroberfläche anzutreffen. Am häufigsten ist die Art an den Hängen des Kontinentalsockels und an den Seebergen, z. B. der Cobb–Eickelberg-Kette und den Seebergen Warwich, Miller und Morton.
Während über Exemplare in 1000 bis 1500 Meter Tiefe berichtet wurde, werden die meisten ausgewachsenen Tiere tatsächlich in der epipelagischen Zone bis 200 Metern gefangen. Sie konzentrieren sich hauptsächlich über den Seebergen und den Kontinentalhängen und kommen tagsüber in einer Tiefe von 50 bis 200 Metern vor. Durch die Untersuchungen von Statolithen konnte nachgewiesen werden, dass sich die Tiere häufiger im Pelagial aufhalten als etwa Berryteuthis magister.

### Ernährung und Fressfeinde
Die Kalmare sind sowohl tagsüber als auch nachts aktiv und verbringen die meiste Zeit mit der Nahrungssuche. Sie sammeln sich hierfür in Bereichen ozeanischer Wirbel, in denen hohe Konzentrationen von mittelgroßem und großem Zooplankton auftreten. Die Nahrung besteht hauptsächlich aus Kleinkrebsen wie Copepoden, Flohkrebsen (Hyperiidea), Pteropoden, Chaetognathen und Leuchtgarnelen bzw. Krillkrebsen. Dabei ist das Nahrungsspektrum im Frühjahr vor allem durch Copepoden und Chaetognathen geprägt, im Sommer und Herbst nimmt die Diversität zu. Anders als verwandte Arten erbeuten sie keine anderen Kalmare und sind auch nicht kannibalistisch.
Sie selbst werden wiederum von vielen Fischarten wie Lachsen, Seebrassen und Thunfischen, anderen Tintenfischen wie Ommastrephes bartramii, Seevögeln wie Lummen, Kurzschwanz-Sturmtauchern und Albatrossen sowie Meeressäugern wie dem Nördlichen Seebär, dem Finnwal, dem Weißflankenschweinswal und anderen Zahnwalen erbeutet. Vor allem für die Lachse im Golf von Alaska stellen die Kalmare eine zentrale Nahrungsquelle dar.

### Fortpflanzung und Entwicklung
Die Jungtiere sind gesellig und weit über den nördlichen Pazifik und das südliche Beringmeer verbreitet. Die Paralarven leben planktonisch und kommen vor allem im Golf von Alaska zeitweise in hohen Dichten vor.
Die Geschlechtsreife beginnt bei den Männchen bei etwa 70 bis 80 und bei den Weibchen bei 70 bis 90 Millimetern Mantellänge. Dabei gibt es offensichtlich anders als bei anderen Kalmaren keine Veränderung des Fleisches in eine gallertige Phase. Die Eiablage findet nahe dem Meeresboden über das ganze Jahr verteilt statt, mit Höchstzahlen im Februar bis April und erneut von Ende Juni bis September. Die Spermienpakete (Spermatophoren) haben eine Länge von etwa 70 Millimetern.
Die Lebensdauer der Tiere beträgt etwa ein Jahr.

## Systematik
Berryteuthis anonychus wurde 1963 von den amerikanischen Zoologen William G. Pearcy und Gilbert L. Voss wissenschaftlich erstbeschrieben. Sie benannten die Art als Gonatus anonychus und ordneten sie damit in die Gattung Gonatus innerhalb der Gonatidae ein. Später wurde die Art aufgrund verschiedener Ähnlichkeiten mit Berryteuthis magister in die Gattung Berryteuthis überstellt, die bis zu diesem Zeitpunkt monotypisch war.

## Bedrohung und Schutz
Die International Union for Conservation of Nature stuft Berryteuthis anonychus als nicht gefährdet (least concern) ein. Begründet wird die Einordnung mit seiner weiten geographischen Verbreitung sowie der Lebensweise in der Tiefsee, wo er nicht gezielt befischt wird. Es werden jedoch weitere Forschungsarbeiten empfohlen, um die genaue Verteilung, die Populationsdynamik, die Lebensgeschichte und Ökologie sowie die potenziellen Bedrohungen, die diese Art betreffen, zu bestimmen.
Über die Größe und Verteilung der Populationen liegen keine Informationen vor.

## Bedeutung für den Fischfang
Im Gegensatz zu Berryteuthis magister wird Berryteuthis anonychus nicht zielgerichtet befischt und fällt entsprechend nur als Beifang an. Aufgrund der Eigenschaften des Fleisches und der Größe der Tiere sowie ihrer konzentrierten Vorkommen ist die Art jedoch interessant für die Fischerei und könnte potenziell in Zukunft gezielter gefangen werden.

## Belege
1. 1 2 3 4 5 6 7 8 9 10 11  C.F.E. Roper, E.M. Jorgensen, O.N. Katugin, P. Jereb: Family Gonatidae. In P. Jereb, C.F.E. Roper (Hrsg.): Cephalopods of the world. An annotated and illustrated catalogue of species known to date. Volume 2. Myopsid and Oegopsid Squids. FAO Species Catalogue for Fishery Purposes No. 4, Vol. 2., Rom 2010; S. 211–212. (Volltext)
2. 1 2 3  Tsunemi Kubodera, F. G. Hochberg, Richard E. Young: Tree of Life web project: Berryteuthis anonychus (engl.), 2015; abgerufen am 25. März 2020.
3. 1 2 3 4 5 6 7 8 9 10 11  Berryteuthis anonychus in der Roten Liste gefährdeter Arten der IUCN 2020. Eingestellt von: I. Barratt, L. Allcock, 2014. Abgerufen am 1. April 2020.